# امگک-تاله (شهرستان نارین)
امگک-تاله (به لاتین: Emgektala) یک منطقهٔ مسکونی در قرقیزستان است که در شهرستان نارین واقع شده‌است. امگک-تاله ۱٬۳۴۷ نفر جمعیت دارد.